# Långholmens koloniträdgårdar

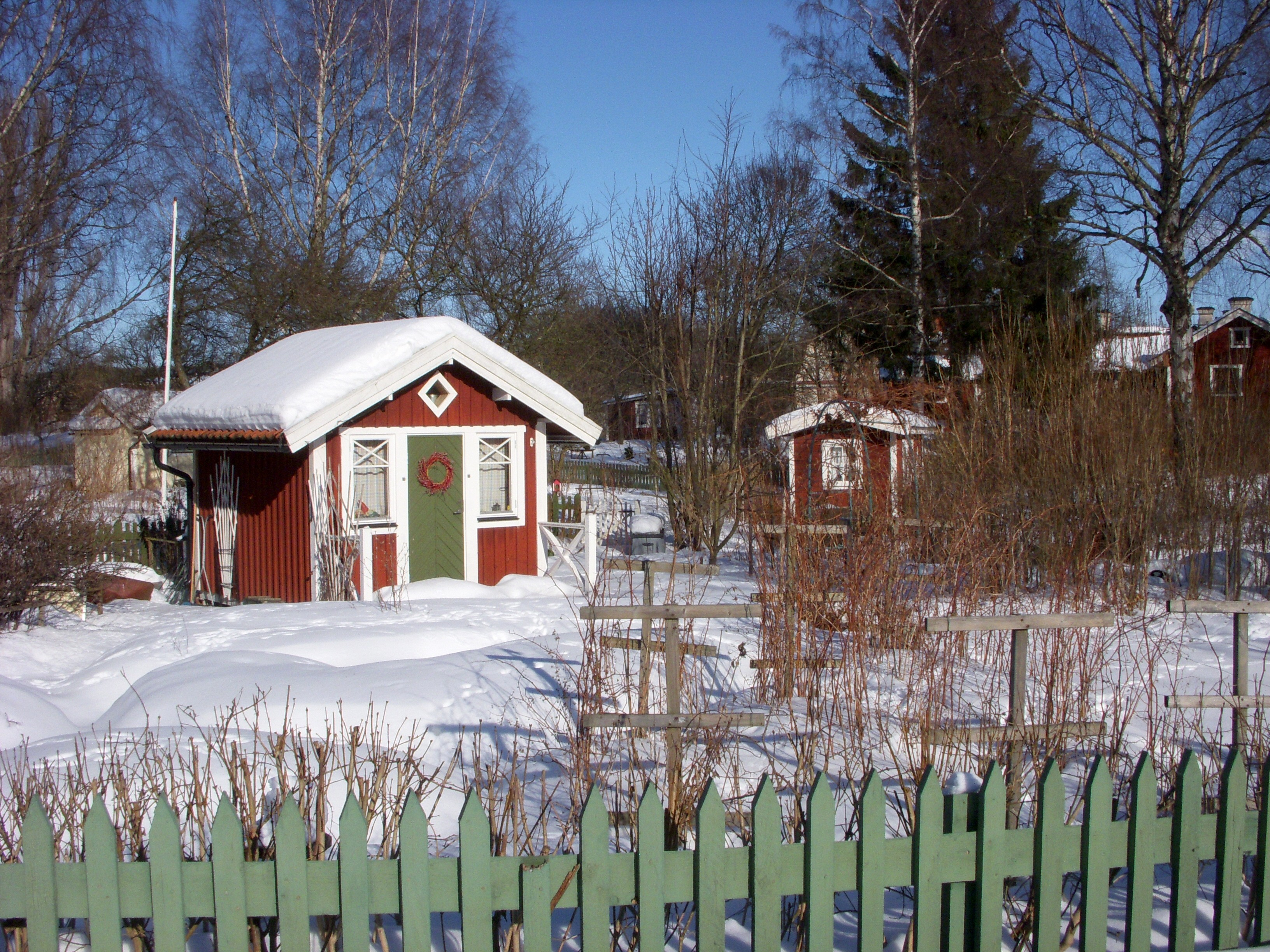
Koloniträdgården i marssnö 2010

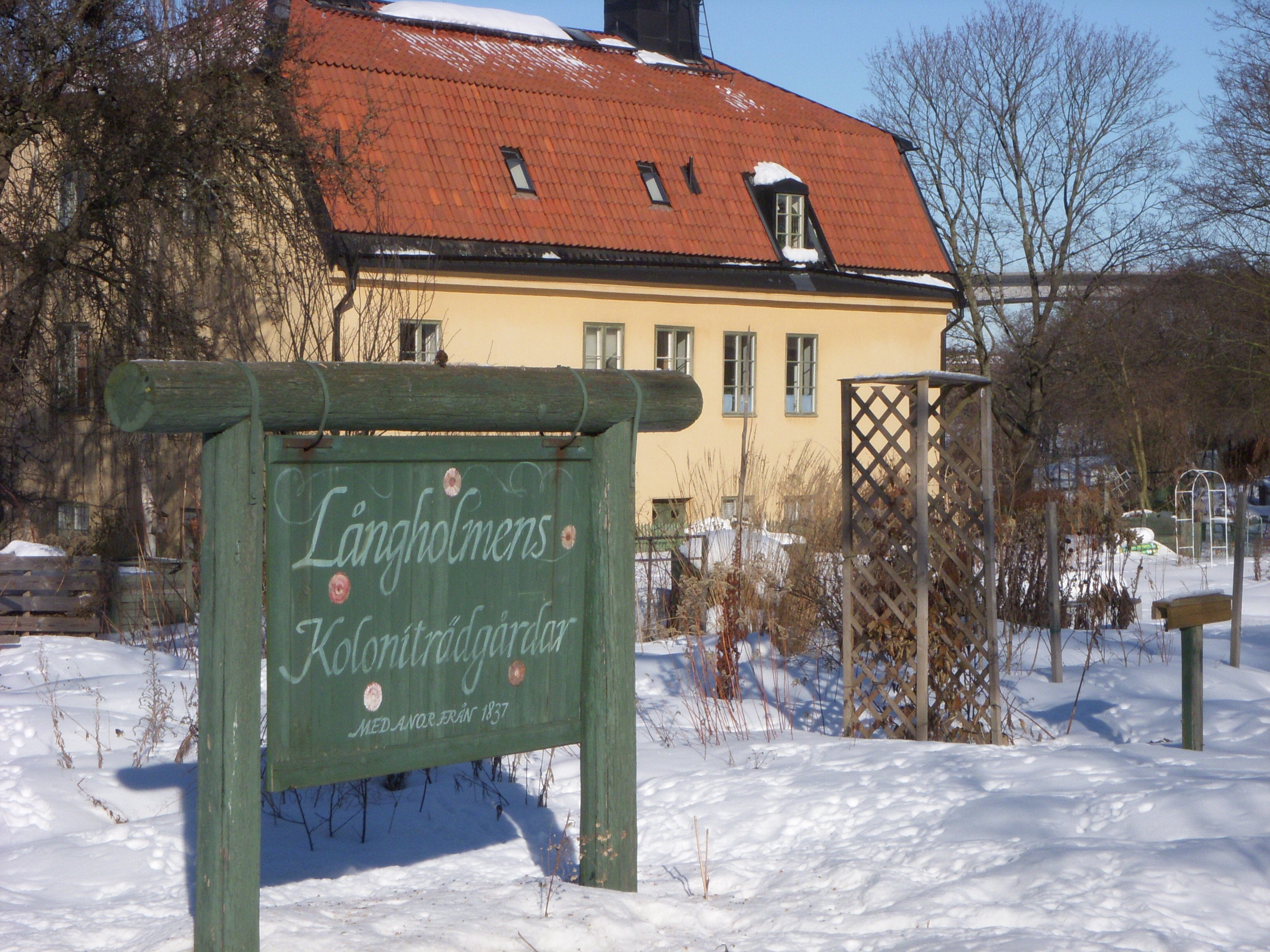
Koloniträdgården och Sjötullen

Långholmens koloniträdgårdar är ett område med odlingslotter och koloniträdgårdar på ön Långholmen i Stockholms innerstad. Området ligger på västra delen av Långholmen, mellan Karlshälls gårds "Grindstugan" och det forna Långholmens centralfängelse.
Långholmens koloniträdgårdar har sin historiska början i ett odlingsland som anlades 1834 intill Knapersta av en kommendant Georgii vid fängelset och året därpå fick fler anställda möjlighet att odla i egna täppor. Från 1876 arrenderade fångvårdstyrelsen ytterligare mark mellan Knapersta och vägen upp mot Karlshälls gård. Trädgårdslotterna uppläts till fängelses befattningshavare i turordning efter tjänsteår. Området söder om Karlshälls Grindstugan hyrdes av vaktpersonalens fackförening och uppläts till medlemmar, likaså integrerades Sjötullens trädgård i koloniområdet. 
När fängelseverksamheten avvecklades 1975 fortsatte många fängelseanställda att bruka sina täppor. År 1983 bildades en formell koloniförening, Långholmens koloniträdgårdar. Idag (2009) förfogar Långholmens koloniträdgårdar över 66 lotter fördelade på fyra trädgårdar: Sjötullen, Gråbo, Grindstugan och Knapersta.